# Arecolina
La arecolina es un alcaloide derivado del ácido nicotínico encontrado en la nuez de areca, la fruta del Areca catechu. Es un líquido grasiento inodoro.

## Acción biológica
En muchos culturas asiáticas, el fruto de la areca se mastica junto con la hoja de betel para obtener un efecto estimulante. La arecolina es el ingrediente activo primario responsable de los efectos en el sistema nervioso central del fruto de la areca. La arecolina ha sido comparado a la nicotina; sin embargo, la nicotina actúa principalmente en el receptor nicotínico de la acetilcolina. La arecoline es un agonista parcial de los Receptores muscarínicos de acetilcolina M1, M2, M3 y M4, lo cual se cree que es la causa primaria de sus efectos en el sistema nervioso parasimpático (como constricción pupilar, constricción bronquial, etc).

## Usos
A causa de sus propiedades muscarínicas y agonistas nicotínicas, la arecoline ha mostrado mejora en la capacidad de aprendizaje de voluntarios sanos. Se ha sugerido el uso de la arecolina para retrasar el deterioro cognitivo de la enfermedad de Alzheimer. La arecolina administrada por vía intravenosa de hecho mostró mejora modesta en la memoria verbal y espacial en pacientes con Alzheimer. Aun así, debido las posibles propiedades carcinogénicas de la aerocolina, no es un fármaco de primera elección para esta enfermedad degenerativa.
La arecolina también se ha utilizado medicinalmente como antihelmíntico (un fármaco contra gusanos parásitos).